# Giacomo Papi
Giacomo Papi (Milano, 5 ottobre 1968) è uno scrittore e giornalista italiano.

## Biografia
Si è laureato in Filosofia all'Università Statale di Milano, dove vive e lavora. Nel 1993 è uscito il suo primo libro, Era una notte buia e tempestosa. 1430 modi per iniziare un romanzo, firmato con Federica Presutto. Ha lavorato per la rivista Diario dal 2000 fino alla chiusura nel 2007. Nel 2004 ha fondato insieme a Luca Formenton e Massimo Coppola la casa editrice ISBN Edizioni, di cui è stato anche direttore editoriale.
Nel 2008 lascia la casa editrice, diventa editor di Einaudi Stile Libero e comincia a lavorare per la televisione, prima con Daria Bignardi a Le invasioni barbariche e dal 2009 con Fabio Fazio, Pietro Galeotti e Michele Serra a Che tempo che fa, con cui continua a collaborare. Ha pubblicato i romanzi I primi tornarono a nuoto (2012), I fratelli Kristmas (2015), La compagnia dell’acqua (2017) per Einaudi Stile Libero, Il censimento dei radical chic (2019) e Happydemia (2020) per Feltrinelli. Tra gli altri suoi libri: Papà (2002), Accusare (2004) e Italica (2022).
Ha un blog su Il Post, per cui scrive anche di editoria e per cui cura la sezione Storie/Idee. Scrive e ha scritto per diversi giornali, soprattutto La Repubblica, Il Foglio e Il Venerdì.
Dal 2017 al 2020 ha diretto la scuola di scrittura Belleville di Milano e la piattaforma di lettura e scrittura online TYPEE.
Dal 2021 è direttore del Laboratorio Formentini per l'editoria di Milano e consigliere d'amministrazione della Fondazione Mondadori.

## Opere
- 1993 - Era una notte buia e tempestosa. 1430 modi per iniziare un romanzo, Milano, Baldini&Castoldi
- 2002 - Papà. Sapere tutto e rimanere felici. Dal concepimento ai primi mille pannolini, Parma, Pratiche Editrice
- 2004 - Accusare. Storia del Novecento in 366 foto segnaletiche, Milano, Isbn Edizioni
- 2010 - È facile ricominciare a fumare. Se sai come farlo, Torino, Einaudi, Stile Libero Extra
- 2012 - I primi tornarono a nuoto, Torino, Einaudi, Stile Libero Big
- 2013 - Inventario sentimentale, Bari, Laterza
- 2015 - I fratelli Kristmas. Un racconto di Natale, Torino, Einaudi, Stile Libero Big
- 2017 - La compagnia dell’acqua, Torino, Einaudi, Stile Libero Big
- 2019 - Il censimento dei radical chic, Feltrinelli
- 2020 - Happydemia, Feltrinelli
- 2022 - Italica, Rizzoli
- 2024 - La piscina, Feltrinelli, ISBN 9788807035616